# Mood
"Mood" é uma canção do rapper e cantor americano 24kGoldn, com participação do rapper e cantor porto-riquenho Iann Dior. Foi lançada em 24 de julho de 2020 pela Records e Columbia. Após o lançamento, ganhou popularidade no aplicativo de compartilhamento de vídeo TikTok, e se tornou um sucesso mundial, chegando ao número um nos Estados Unidos, Reino Unido e vários outros países. A canção se tornou a primeira a chegar ao topo das paradas Billboard Hot 100, Hot Rock & Alternative Songs, Hot Alternative Songs e Hot Rap Songs na mesma semana. Um remix com o cantor canadense Justin Bieber e o cantor colombiano J Balvin foi lançado em 6 de novembro de 2020.